# Porta Fidei
Porta fidei (es: Puerta de la Fe) es el nombre de una Carta Apostólica en forma de motu proprio, publicada el 11 de octubre de 2011. El Papa Benedicto XVI anunció en este motu su intención de proclamar un año de la fe, que se llevaría a cabo del 11 de octubre del 2012 al 24 de noviembre del 2013. La apertura de este año de la fe coincidió con el 50 aniversario de la apertura del Concilio Vaticano II (11 de octubre de 1962).

## Motivación
En este motu proprio, Benedicto XVI señala que su predecesor, Pablo VI. celebró un "Año de la Fe" en 1967. En ese momento, poco después del final del concilio, se buscaba la implementación de las resoluciones del concilio. Es por eso, que Benedicto XVI, por consejo de sus asesores, colocó simbólicamente el comienzo del año de la fe el día en que se inauguró el concilio en 1962.

## Exhortación
El Papa quiso recordar los textos del Concilio e instó a los fieles a revisar las declaraciones del Concilio. Además, el Papa se preocupó por recordar los textos fundamentales de la fe, señalando el párrafo 9:

"No por casualidad, los cristianos en los primeros siglos estaban obligados a aprender de memoria el Credo."
Benedicto XVI

## Llamada a la acción
El Papa se refirió al inicio del Sínodo de los Obispos sobre la Nueva Evangelización, que tuvo lugar del 7 al 28 de octubre de 2012, y se invitó a todos los Obispos a la apertura del Año de la fe en el Vaticano. Propuso una declaración pública de fe común a las diócesis, parroquias y organizaciones católicas.